# Enhalus
Enhalus, monotipski biljni rod iz porodice žabogrizovki. Jedina je vrsta E. acoroides, morska trajnica koja je raširena po zemljama Afrike i Azije uz obale Indijskog oceana, pa na istok do zapadnog Pacifika, uključujući Australiju i Novu Gvineju

## Opis
Enhalus acoroides je višegodišnja biljka s podzemnim stabljikama (rizomima) i dugim trakastim listovima širine 1 - 2 cm i dužine 30 - 150 cm. Ovo je jedna od rijetkih vrsta cvjetnica koje rastu u oceanu, a nalaze se uglavnom u muljevitom tlu duž zone plime i oseke. Biljka se bere iz divljine radi jestivog sjemena i vlakana. Sjeme se jede sirovo, kuhano ili pečeno a ima okus “vodenog kestena” (Eleocharis dulcis)